# IBook

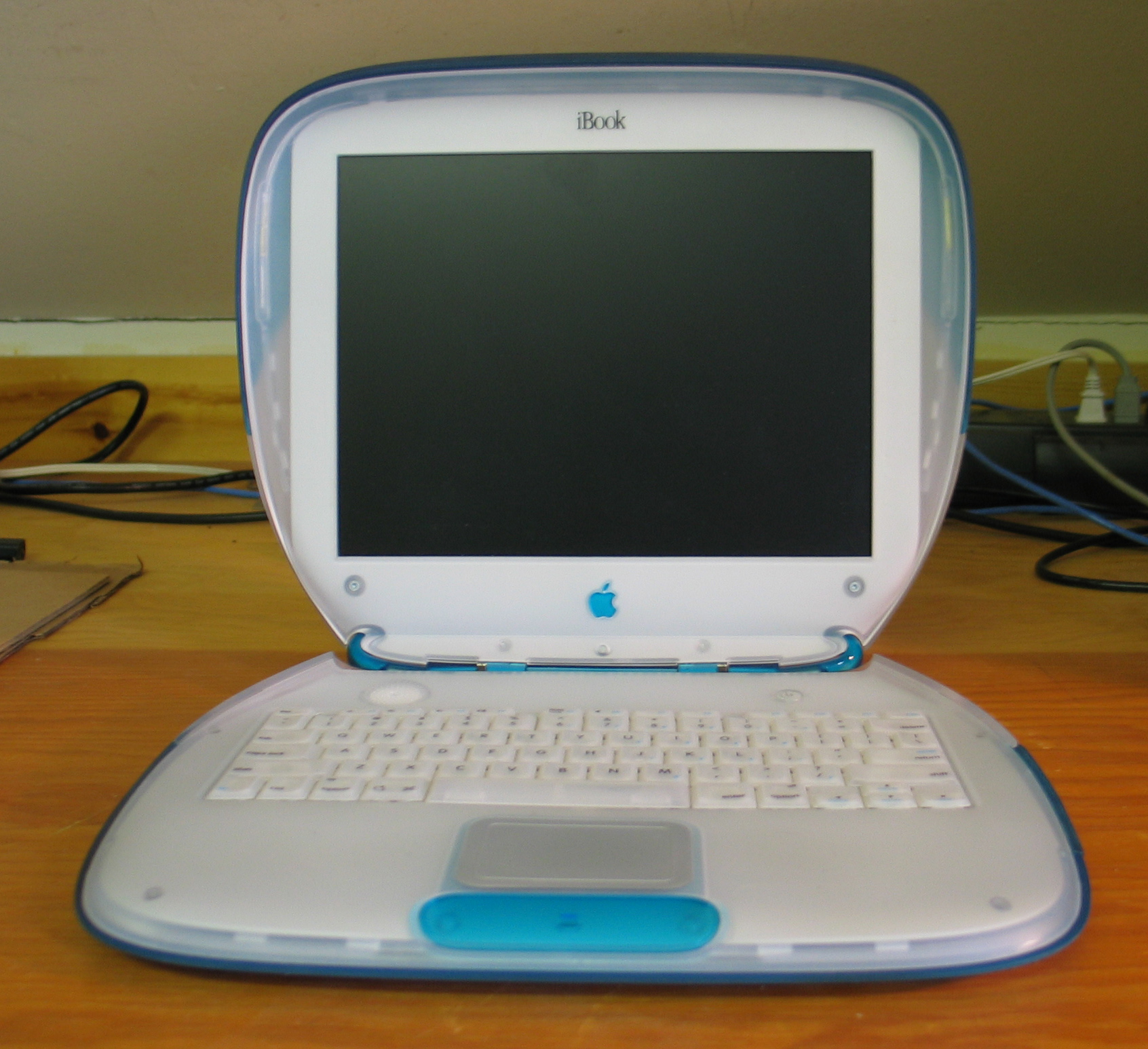
Originální iBook

iBook byla skupina přenosných počítačů vyráběných společností Apple Computer od roku 1999 do roku 2006. Počítače iBook byly primárně určeny pro domácí uživatele a školství a byly hůře vybavené, a zároveň i levnější než profesionální notebooky zvané PowerBook (a od roku 2006 MacBook Pro). Poslední modely s 12- a 14palcovým monitorem byly na trhu do května 2006, kdy byly nahrazeny notebooky MacBook založenými na platformě Intel Core.

## Originální iBook

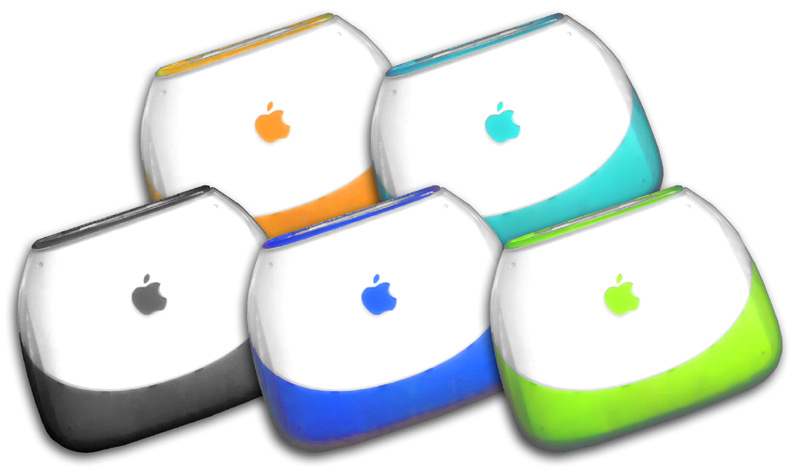
Různá barevná provedení iBooků

Steve Jobs představil první iBook v roce 1999 jako přenosnou obdobu stolního počítače iMac. iBook byl vybaven procesorem PowerPC G3, USB, ethernetovou zásuvkou, modemem a optickou mechanikou. Počítač mohl být na objednávku vybaven také bezdrátovým připojením jako jeden z prvních na trhu. Postupně se na trhu objevily modely v různých pestrých barvách zvané (v překladu) mandarinka, borůvky, grafit, indigo a limety.
Navzdory nedostatkem portů (pouze jedno USB, vůbec žádné SCSI, sériové, nebo paralelní porty) a téměř bez možnosti dalšího rozšíření byl iBook obchodním úspěchem a postupně byl vylepšování rozšířením paměti a většími pevnými disky. Od poloviny roku 2000 obsahovaly modely i zásuvku FireWire a video výstup.

### Modely
- iBook (21. červen 1999) – první iBook (mandarinka, borůvky): 12,1palcový TFT displej (800×600 bodů), PowerPC G3 300 MHz, 66 MHz sběrnice, 32 MB RAM (v základní desce, max. 544 MB), 4 MB ATI Rage Mobility AGP 2×, 3 GB pevný disk, CD-ROM, USB, ethernet, AirPort (802.11b, na objednávku), Mac OS 8.6

- iBook SE (16. únor 2000) – malé změny konfigurace (grafit): 366 MHz, 64 MB RAM (v základní desce, max. 576 MB), 6 GB pevný disk, Mac OS 9.0.2 (jiná konfigurace stejná jako předešlý model )

- iBook Firewire/SE (13. září 2000) – výraznější změny (grafit, indigo, limety): 366/466 MHz, 8 MB ATI Rage 128 Mobility AGP 2×, 10 GB Hard Disk, CD / DVD-ROM, FireWire, video výstup , Mac OS 9.0.4 (zbylá konfigurace stejná jako předešlý model)

## iBook G3 sdvěma zásuvkami USB

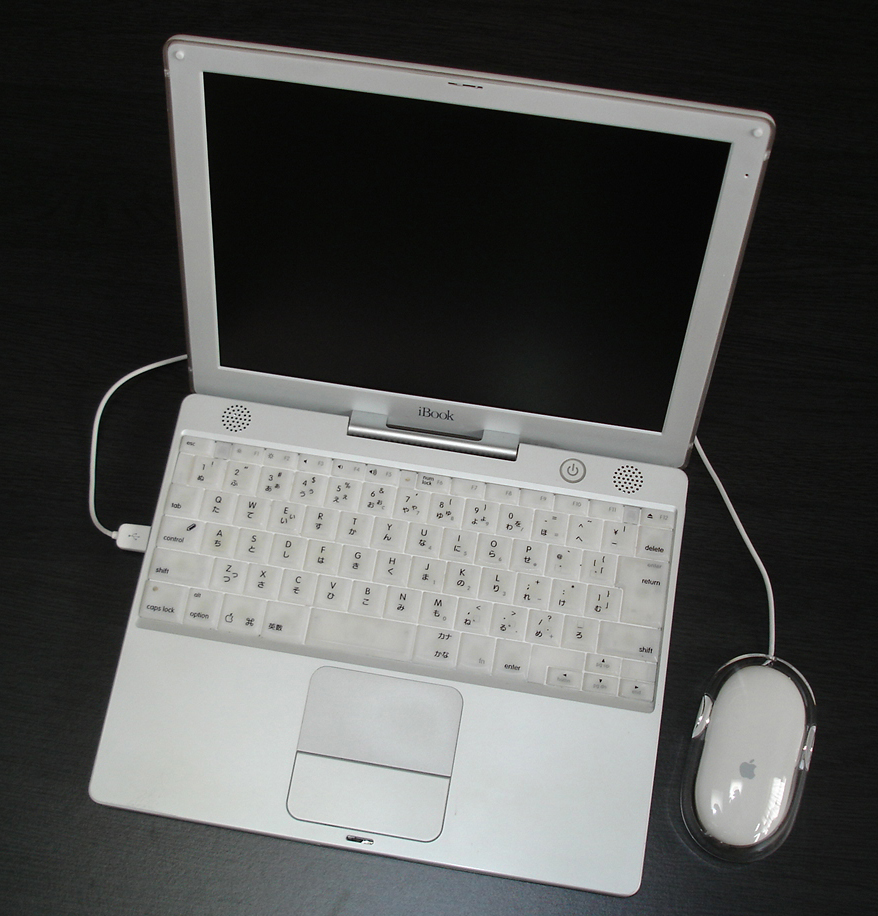
iBook G3

Druhá generace iBook byla uvedena v Cupertine 1. května 2001. iBook byl předělán od základů, se zcela novým designem a novými vlastnostmi. Barevné modely s rukojetí byly nahrazeny jednoduchým bílým designem. Nový iBook byl radikálně tenčí a také lehčí (něco přes 2 kg). Zásady designu tohoto iBooku jsou dodnes využívány v dalších výrobcích společnosti Apple, bílý polykarbonát je základem spotřebitelských produktů jako iPod, iMac, eMac a později MacBook. iBook se od roku 2001 po stránce designu již výrazně nezměnil. V roce 2002 přibyl k původnímu 12palcovému 14palcový model. Tyto modely byly bez zřetelnějších designových změn na trhu do května 2006.

### Modely
- iBook s dvěma zásuvkami USB (1. květen 2001) – iBook druhé generace: 12,1palcový TFT displej (1024×768 bodů), PowerPC G3 500 MHz, 64 nebo 128 MB RAM, 10 GB pevný disk, CD / CDRW / DVD optická mechanika, USB 1.1, FireWire, video výstup, ethernet, AirPort (802.11b, na objednávku), Mac OS 9.1, 2,2 kg

- iBook s dvěma zásuvkami USB (16. říjen 2001) – malé změny: 600 MHz, 15 GB pevný disk (většina modelů), Mac OS X 10.1, (ostatní konfigurace stejná jako předešlý model)

- 14-palcový iBook (7. leden 2002) – nový model: 14palcový TFT displej (1024×768 bodů), 256 MB RAM (ostatní konfigurace stejná jako předešlý model)

- iBook z poloviny roku 2002 (20. květen 2002) – malé změny: 600/700 MHz (ostatní konfigurace stejná jako předešlý 14palcový model)

- iBook ze začátku roku 2003 (22. duben 2003) – malé změny: 800/900 MHz, Mac OS X 10.2 (ostatní konfigurace stejná jako předešlý model)

## iBook G4

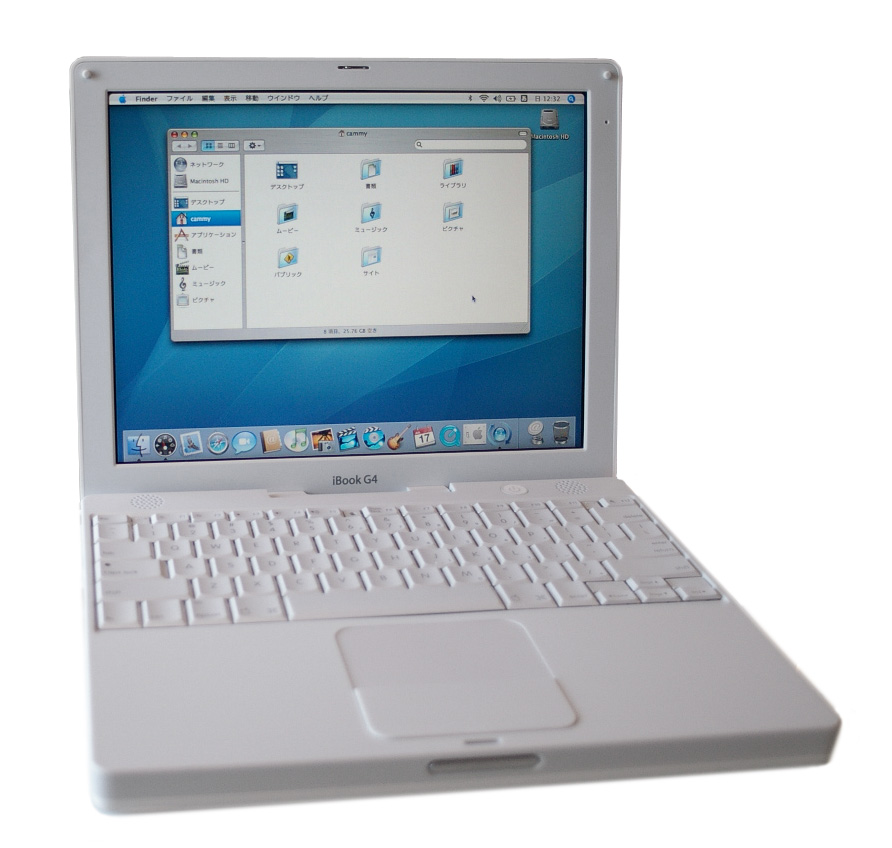
iBook G4

23. října 2003 byly na trh uvedeny modely s procesorem PowerPC G4. Zároveň byly iBook vybaveny štěrbinovou optickou mechanikou a průhledná klávesnice byla nahrazena sněhobílé barvě. Tyto modely byly na trhu do května 2006.

### Modely
- iBook G4 (22. říjen 2003) – významná změna, výměna procesoru: 12/14palcový TFT displej (1024×768 bodů), G4 800/933 MHz / 1 GHz, 256 MB RAM, 30/40/60 GB pevný disk, štěrbinová kombinovaná optická mechanika CD-RW/DVD-ROM, USB 2.0, FireWire, video výstup, ethernet, AirPort Extreme (802,11b / g, na objednávku), Mac OS X 10.3 (Panther)

- iBook G4 ze začátku roku 2004 (19. duben 2004) – malé změny: G4 1.0/1.2 GHz, možnost objednání vypalovací mechaniky DVD (ostatní konfigurace stejná jako předešlý model)

- iBook G4 z konce roku 2004 (19. říjen 2004) – malé změny: G4 1.2/1.33 GHz, 30/60/80 GB pevný disk, štěrbinová kombinovaná optická mechanika CD-RW/DVD-ROM nebo vypalovací mechanika DVD (tzv. SuperDrive), AirPort Extreme jako standard, původně dodávány s operačním systémem Mac OS X 10.3, po vydání 10.4 dodávány s nejnovějším operačním systémem (ostatní konfigurace stejná jako předešlý model)

- iBook G4 z poloviny roku 2005 (26. červenec 2005) – malé změny: 1.33/1.42 GHz, 40/60/80/100 GB pevný disk, 512 MB RAM (rozšiřitelné do 1,5 GB), ATI Mobility Radeon 9550 s 32 MB video RAM, Bluetooth 2.0 + EDR jako standard (zbylá konfigurace stejná jako předešlý model)